# マキシムマン
「マキシムマン」は、日本の女性シンガー、Teddyの2枚目のシングル。2004年10月10日にリリースされた。初回プレス盤のみボーナス・トラックとして愛知万博の応援ソングとしてレコーディングされた「we're just in love」のリミックス・バージョンが収録されている。

## 収録曲
1. マキシムマン
  - 作詞・作曲・編曲：Tony Potter
2. コスモス
  - 作詞：NATSUMI／作曲・編曲：Tony Potter
3. ジャンボリー
  - 作詞：Kinako／作曲・編曲：Tony Potter
4. セツナイウタ
  - 作詞：Teddy／作曲・編曲：Tony Potter